# Franz Reichelt
Franz Karl Reichelt, även känd som Henry François Reichelt, född 16 oktober 1878, död 4 februari 1912, var en österrikisk skräddare och fallskärmsdesigner, som främst är ihågkommen för sitt dödsfall, efter att han i ett försök med sin designade fallskärmskostym hoppade från Eiffeltornet.  
Reichelt föddes i Wegstädtl 1878 och flyttade till den franska huvudstaden Paris 1898. Han erhöll franskt medborgarskap 1909 och en av hans systrar bosatte sig också i Frankrike. Från juli 1910 började Franz Reichelt konstruera och utveckla en "fallskärm-suit": en kostym som inte var mycket större än vad som normalt bärs av en flygare, men med tillägg av ett par stavar, ett sidenkapell samt en liten mängd gummi som gav den möjlighet att vecklas ut och bli, vad Reichelt hoppades på, en praktisk och effektiv fallskärm. 
Efter drygt tre år var Reichelt färdig med sin uppfinning och i början av februari 1912 meddelade han pressen att han äntligen fått tillstånd att utföra sitt experiment från Eiffeltornet. Den 4 februari 1912 hoppade Reichelt från Eiffeltornets första avsats 60 meter över marken. Försöket misslyckades och han föll handlöst mot marken och dog omedelbart inför ögonen på de skräckslagna åskådare och reportrar som ville bevittna händelsen. 